# Мавзолей Сундета
Мавзолей (кумбез) Сундета (каз. Сүндет күмбезі) — пам'ятка архітектури другої половини XIX століття, розташована в Байганинському районі Актюбінської області за 30 км на північний північний захід від селища Оймауит, на лівому березі річки Емба. Побудований народним майстром Даулетніазом. У 1982 мавзолей Сундета був включений до списку пам'яток історії та культури Казахської РСР республіканського значення і взятий під охорону держави.

## Архітектура
Кумбез Сундета є купольно-центричний мавзолей. Висота будівлі 6 м. У плані будівля мавзолею є восьмигранником з підкреслено південно-західною гранню (парапет і вхідне вікно). Стіни споруди нагадують кістяк юрти, на якому перебуває купол на циліндричному барабані. В інтер'єрі в кожній грані влаштовані дві ніші. Площини прикрашені контурним орнаментом із фарбуванням. У північно-східній грані міститься надгробок типу койтас, у східної грані — кулпитас (надгробна пам'ятка у вигляді вертикальної стели).